# 貝希蘇特巴赫河
50°54′17″N 7°28′38″E / 50.904851°N 7.477097°E
貝希蘇特巴赫河（德語：Becher Suthbach），是德國的河流，位於該國西部，處於北萊茵-威斯特法倫州，屬於布勒爾河的右支流，河道全長5.1公里，流域面積10.2平方公里。